# Conrad Hong Kong
Conrad Hong Kong (香港港麗酒店) — 61-этажный гонконгский небоскрёб, расположенный в округе Сентрал-энд-Вестерн (входит в состав комплекса Пасифик-плейс). Построен в 1991 году в стиле модернизма. Верхние 22 этажа занимают 511 номеров отеля Conrad, на нижний этажах расположены 240 роскошных квартир (эта часть здания известна как Parkside Apartments). Отель управляется американской гостиничной сетью Conrad Hotels & Resorts (дочернее предприятие корпорации Hilton Worldwide). В состав гостиничного комплекса входят рестораны, 12 залов для переговоров и конференций, бассейн и оздоровительный центр, через холл отеля можно попасть в торговый комплекс Pacific Place. Баньян на площади перед отелем является самым дорогим деревом в мире, поскольку здание проектировалось и строилось вокруг него.
|         |           |         |
| Бассейн | Вестибюль | Коридор |